# Katastrofa kolejowa w Pile
Katastrofa kolejowa w Pile wydarzyła się 19 maja 1988 roku ok. godz. 7:30. W jej wyniku poniosło śmierć 10 żołnierzy (6 zginęło na miejscu), a 28 zostało rannych. Przyczyną katastrofy była usterka w jadącym na poligon wojskowy w Wicku Morskim wojskowym eszelonie. Pociąg wykoleił się, a cztery wagony zostały zmiażdżone.
Z uwagi na charakter zdarzenia i udział wojska nałożono blokadę informacyjną na media. Zarekwirowano również film z miejsca katastrofy nakręcony przez dziennikarzy poznańskiego oddziału TVP.
W dniu 21 sierpnia 1988 roku na terenie ówczesnego OSP WOPL Ustka (obecnie Centralny Poligon Sił Powietrznych) został odsłonięty pomnik upamiętniający ofiary katastrofy. Pomnik powstał z inicjatywy żołnierzy JW 1259 w Bolesławcu. 

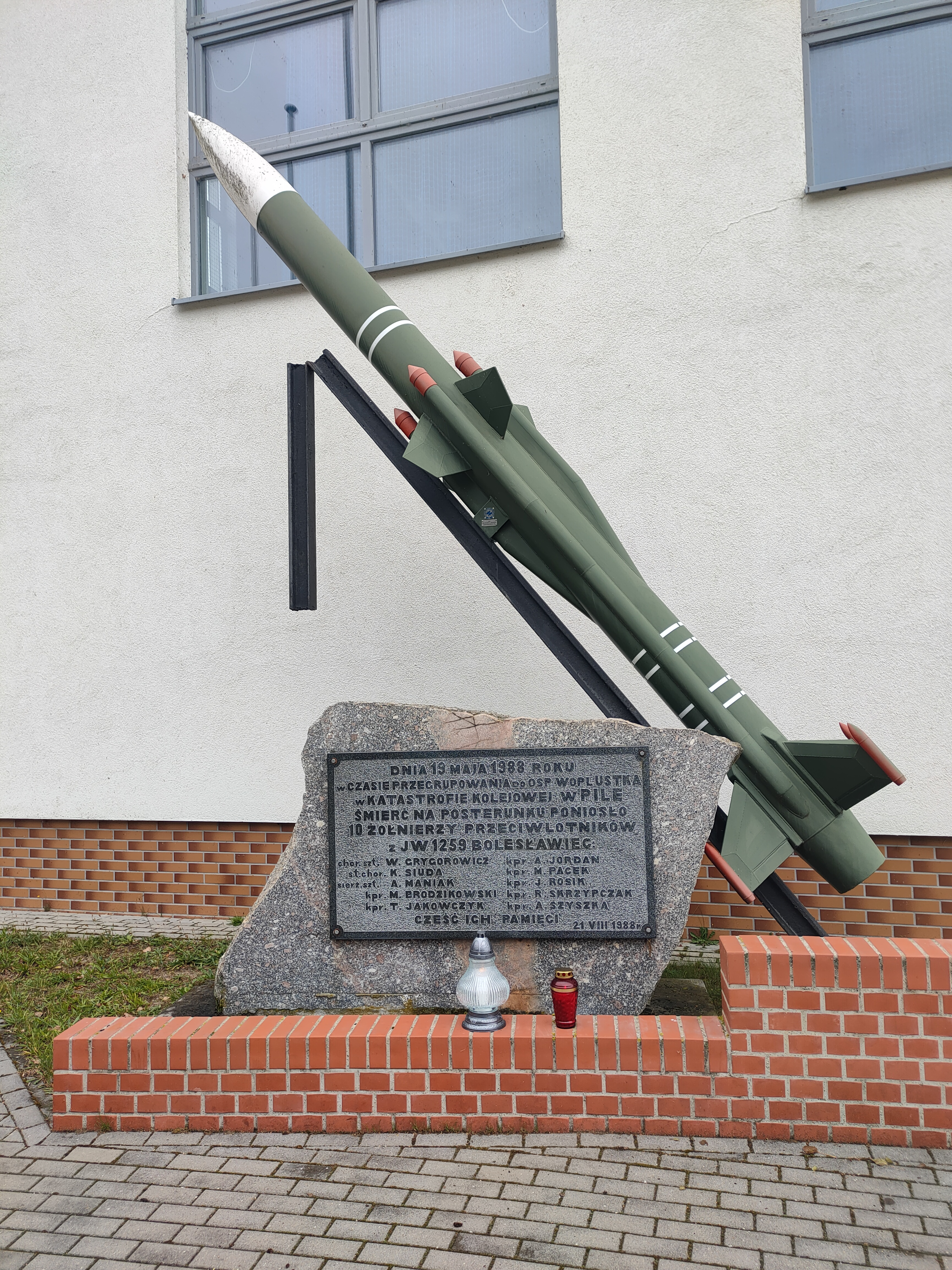
Pomnik upamiętniający ofiary katastrofy kolejowej w Pile

## Ofiary
- st. chor. Walery Grygorowicz (lat 32)
- chor. Krzysztof Siuda (lat 25)
- st. sierż. Andrzej Maniak (lat 33)
- st. szer. Mirosław Brodzikowski (lat 22)
- st. szer. Andrzej Jordan (lat 20)
- st. szer. Marek Pacek (lat 22)
- szer. Tadeusz Jakowczyk (lat 22)
- szer. Jerzy Rosik (lat 21)
- szer. Robert Skrzypczak (lat 21)
- szer. Artur Szyszka (lat 24)[2]